# Premi Georges Sadoul
El Premi Georges Sadoul (en francès prix Georges-Sadoul) és un premi cinematogràfic francès que premia una primera o una segona pel·lícula creat el 1968. Cada any aquest premi s'atorga a una pel·lícula francesa i a una o més pel·lícules estrangeres. Aquest premi pren el nom del crític de cinema Georges Sadoul. Es va convertir en el "premi Ruta-et-Georges-Sadoul" des de 1993 i no s'atorga des de 2001.

## Guanyadors

### Premi Ruta-et-Georges-Sadoul
- 1996[2]
  - Reprise (Hervé Le Roux,  França
  - Közimning qarasy (Satybaldy Narymbetov,  Kazakhstan

- 1995[3]
  - No Sex Last Night (Sophie Calle,  França)
  - La Roue (Morshedul Islam,  Bangladesh)
  - Mencions especials : Coûte que coûte (Claire Simon,  França) i Maborosi (Hirokazu Koreeda,  Japó)

### Prix Georges-Sadoul
- 1994
  - Regarde les hommes tomber (Jacques Audiard,  França)
  - Clerks (Kevin Smith,  Estats Units)
  - La Vie en rose (Kim Hong-joon,  Corea del Sud)
- 1993
  - Contes et comptes de la cour (Éliane de Latour,  França)
  - Les gens normaux n'ont rien d'exceptionnel (Laurence Ferreira Barbosa,  França)
  - La frontera (Ricardo Larraín,  Xile)
- 1992
  - La Sentinelle (Arnaud Desplechin,  França)
  - La Femme de l'épicier (John Pozer, Centre Dürrenmatt de Neuchâtel).
- 1991
  - Carne (Gaspar Noé,  França)
  - L'Annonce faite à Marie (Alain Cuny,  França)
  - Camdan kalp (Fehmi Yasar,  Turquia).
- 1989
  - Montalvo et l'enfant (Claude Mouriéras,  França)
  - Maicol (Mario Brenta,  Itàlia)
  - Sweetie (Jane Campion,  Austràlia)
- 1988
  - Peaux de vaches (Patricia Mazuy,  França)
  - Txorni monakh (Ivan Dikhovitxni,  Unió Soviètica).
- 1987
  - Faubourg Saint-Martin (Jean-Claude Guiguet,  França)
  - Sleepwalk (Sara Driver,  Estats Units).
- 1986
  - Où que tu sois (Alain Bergala,  França)
  - Yam Daabo - Le Choix (Idrissa Ouedraogo,  Burkina Faso).
- 1985
  - Komba, dieu des pygmées (Raymond Adam,  França)
  - Kayako (Kohei Oguri,  Japó)
  - Tasio (Montxo Armendáriz,  Espanya)
- 1984
  - Louise... l'insoumise (Charlotte Silvera)
- 1983
  - Le Destin de Juliette (Aline Issermann)
  - La Part des choses (Bernard Dartigues)
- 1981
  - Dernier Été (Robert Guédiguian, França)
- 1980
  - Le Rose et le Blanc (Robert Pansard-Besson,  França)
  - Cochon qui s'en dédit (Jean-Louis Le Tacon,  França)
  - Gaijin – Os Caminhos da Liberdade (Tizuka Yamasaki,  Brasil)
  - Ko to tamo peva (Slobodan Šijan,  Iugoslàvia)
- 1979
  - Numéros zéros (Raymond Depardon,  França)
  - Le Chemin perdu (Patricia Moraz,  França- Suïssa)
- 1978
  - Le Passe-montagne (Jean-François Stévenin)
  - Die Linkshändige Frau (Peter Handke,  RFA)
  - With Babies and Banners: Story of the Women's Emergency Brigade (Lorraine Gray,  Estats Units)
- 1977
  - Pourquoi pas ? (Coline Serreau,  França)
  - Dvadtsat dnei bez voini (Aleksei Iúrievitx Guerman,  Unió Soviètica)
- 1976
  - Touche pas à mon copain (Bernard Bouthier,  França)
  - Mirt Sost Shi Amit (Haile Gerima,  Etiòpia)
  - Winstanley (Kevin Brownlow i Andrew Mollo,  Regne Unit)
  - Trobriand Cricket (Gary Kildea,  Austràlia)
- 1975
  - Muna Moto (Jean-Pierre Dikongué Pipa,  Camerun)
  - Lettre paysanne (Safi Faye,  Senegal)
  - Nationalité immigré (Sidney Sokhona,  Mauritània)
  - Iracema (Jorge Bodanzky,  Brasil)
- 1974
  - Histoire de Wahari (Vincent Blanchet,  França)
  - Last Grave at Dimbaza (col·lectiu,  Sud-àfrica)
  - Hearts and Minds (Peter Davis,  Estats Units)
- 1973
  - Kashima Paradise (Yann le Masson, Beni Deswarte,  França)
  - La tierra prometida (Miguel Littin,  Xile)
  - La villeggiatura (Marco Leto,  Itàlia)
- 1972
  - Una cita amb la mort alegre (Juan Luis Buñuel,  França)
  - John Reed, México insurgente (Paul Leduc,  Mèxic)
- 1971
  - Paul (Diourka Medveczky,  França)
  - Kodou (Ababacar Samb,  Senegal)
  - Part of the family (Paul Ronder,  Estats Units)
  - Anaparastasi (Theo Angelópulos,  Grècia)
  - Wechma (Traces) (Hamid Bennani,  Marroc)
- 1970
  - Le Chagrin et la Pitié (Marcel Ophüls,  França)
  - Al-Mummia (Shadi Abdel Salam,  Egipte)
  - Un fils unique (Michel Polac,  França)
- 1969
  - Yawar Mallku (Jorge Sanjinés,  Bolívia)
  - Jagdszenen aus Niederbayern (Peter Fleischmann,  RFA)
- 1968
  - Goto, l'île d'amour (Walerian Borowczyk,  França)
  - The Edge (Robert Kramer,  Estats Units)
  - Giorgobistve (Otar Iosseliani,  Unió Soviètica)